# Cầu Quán Hàu

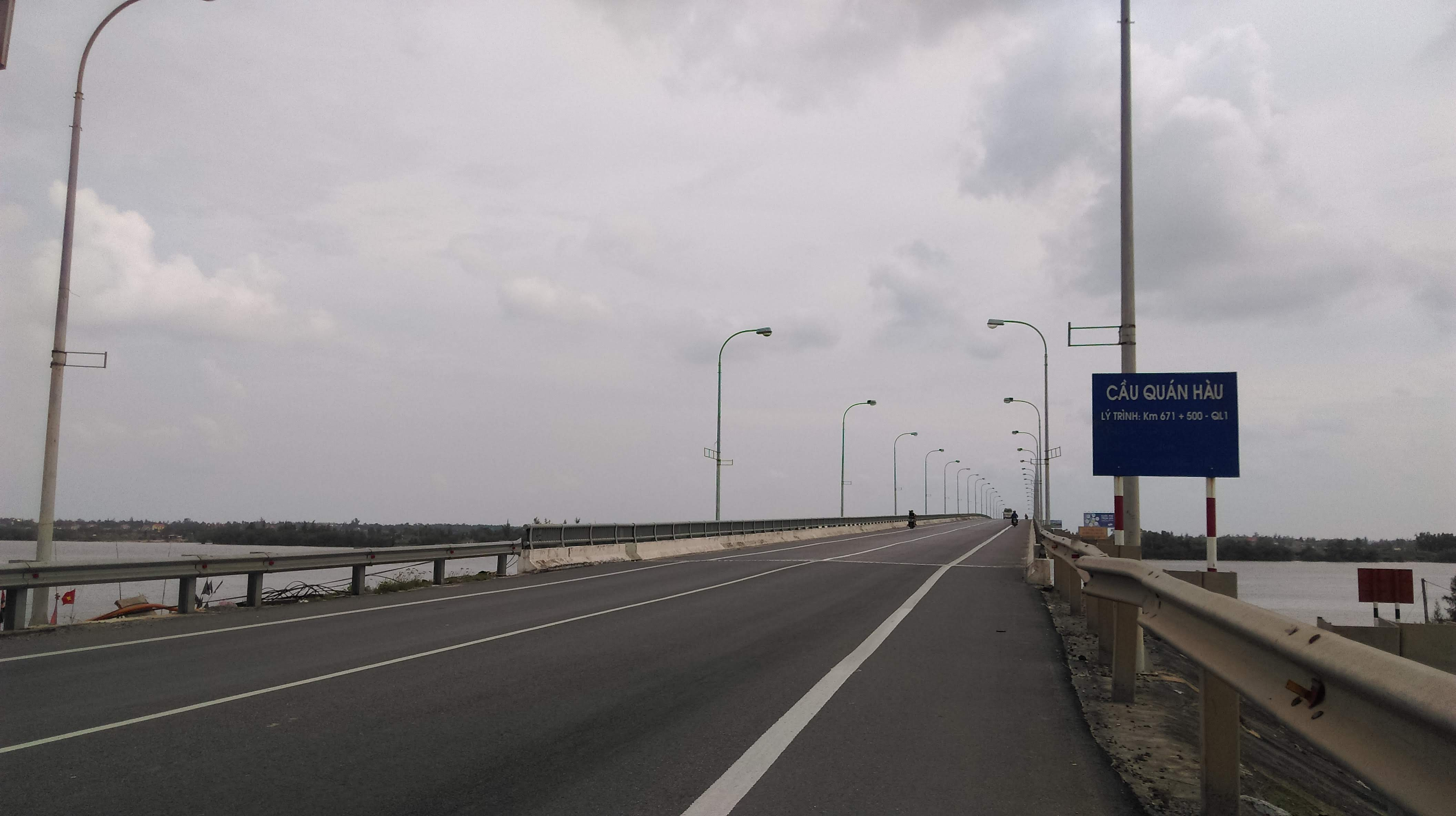
Cầu Quán Hàu

Cầu Quán Hàu là một cây cầu bắc qua sông Nhật Lệ trên Quốc lộ 1 tại tỉnh Quảng Bình, Việt Nam.
Cầu có lý trình tại Km 671+500 Quốc lộ 1. Đầu cầu phía bắc thuộc thị trấn Quán Hàu và đầu cầu phía nam thuộc xã Võ Ninh, huyện Quảng Ninh.
Cầu Quán Hàu có chiều dài 549 m, chiều rộng 12 m, được khởi công năm 1996 và hoàn thành năm 2000.